# Castianeira albopicta
Castianeira albopicta là một loài nhện trong họ Corinnidae.
Loài này thuộc chi Castianeira. Castianeira albopicta được Frederick Henry Gravely miêu tả năm 1931.